# Franck Moussima
Franck Martial Ewane Moussima (23 de febrero de 1984) es un deportista camerunés que compitió en judo.
Ganó dos medallas en los Juegos Panafricanos, en los años 2007 y 2011, y seis medallas en el Campeonato Africano de Judo entre los años 2004 y 2012.

## Palmarés internacional
| Juegos Panafricanos | Juegos Panafricanos     | Juegos Panafricanos | Juegos Panafricanos |
| Año                 | Lugar                   | Medalla             | Categoría           |
| ------------------- | ----------------------- | ------------------- | ------------------- |
| 2007                | Argel (Argelia)         | Medalla de oro      | –100 kg             |
| 2011                | Maputo (Mozambique)     | Medalla de oro      | –100 kg             |
| Campeonato Africano |                         |                     |                     |
| Año                 | Lugar                   | Medalla             | Categoría           |
| 2004                | Túnez (Túnez)           | Medalla de bronce   | –100 kg             |
| 2008                | Agadir (Marruecos)      | Medalla de bronce   | –100 kg             |
| 2009                | Puerto Louis (Mauricio) | Medalla de bronce   | –100 kg             |
| 2009                | Puerto Louis (Mauricio) | Medalla de bronce   | Abierta             |
| 2010                | Yaundé (Camerún)        | Medalla de plata    | –100 kg             |
| 2012                | Agadir (Marruecos)      | Medalla de bronce   | –100 kg             |